# کانگ هونگ سوک
کانگ هونگ سوک (کره‌ای: 강홍석; زادهٔ ۱۱ فوریه ۱۹۸۶) بازیگر اهل کره جنوبی است.

## زندگی شخصی
کانگ هونگ سوک با بازیگر موزیکال، کیم یه اون، در ۲۶ سپتامبر ۲۰۱۶ ازدواج کرده‌است. دختر آنها در ۱۱ فوریه ۲۰۱۹ به دنیا آمد.

## فیلم‌شناسی

### مجموعه تلویزیونی
| سال  | عنوان                     | نقش                      | منابع       |
| ---- | ------------------------- | ------------------------ | ----------- |
| ۲۰۱۷ | ماشین تحریر شیکاگو        | وون ده هان               |             |
| ۲۰۱۷ | منهول                     | یو گو گیل                |             |
| ۲۰۱۸ | خنده در وایکیکی           | هونگ سوک (قسمت ۱۳)       |             |
| ۲۰۱۸ | منشی کیم چشه؟             | یانگ چول                 | [ ۴ ]       |
| ۲۰۱۹ | پزشک زندانی               | شین هیون سانگ            | [ ۵ ]       |
| ۲۰۱۹ | هتل دل لونا               | فرشته مرگ                | [ ۶ ]       |
| ۲۰۱۹ | فروشگاه پگاسوس            | اوه این به               | [ ۷ ]       |
| ۲۰۲۰ | پادشاه: سلطنت ابدی        | جانگ میچل / جانگ می روک  | [ ۸ ] [ ۹ ] |
| ۲۰۲۰ | مرکز مراقبت پس از تولد    | فرشته مرگ (حضور افتخاری) |             |
| ۲۰۲۱ | خانه جن‌زده خود را بفروشید | رئیس هو                  | [ ۱۰ ]      |

### فیلم
| سال  | عنوان        | نقش           | منابع  |
| ---- | ------------ | ------------- | ------ |
| ۲۰۰۸ | راف کات      |               |        |
| ۲۰۱۹ | خانم‌های پلیس | کواک یونگ سوک | [ ۱۱ ] |

### برنامه تلویزیونی
| سال  | عنوان                  | نقش                                                            | منابع         |
| ---- | ---------------------- | -------------------------------------------------------------- | ------------- |
| ۲۰۱۸ | پادشاه خواننده نقابدار | شرکت کننده به عنوان «Perception Changes Boy» (قسمت‌های ۱۷۱–۱۷۲) | [ ۱۲ ] [ ۱۳ ] |